# Elektrárna Ruetz
Elektrárna Ruetz (německy Ruetzkraftwerk) je vodní elektrárna v obci Schönberg v Tyrolsku. V letech 1912 až 1983 byla využívána ÖBB k výrobě trakčního proudu. Od roku 1984 patří společnosti Innsbrucker Kommunalbetriebe AG. Využívá energii vody přiváděné z řeky Ruetz, která protéká údolím Stubai. Strojovna je památkově chráněna spolu s ředitelskou vilou, která se nachází mimo údolí.

## Poloha
Elektrárna leží asi osm kilometrů jižně od centra Innsbrucku a dva kilometry severně od Schöngergu v nadmořské výšce 707 m na pravém břehu řeky Ruetz.
Domy tvoří samostatnou osadu Rotte obce Schönberg. Dostup k elektrárně je pouze z Unterbergu po brennerské silnici (B 182, Stephanbrücke). Od závodu vede turistická stezka do hluboké rokle, kterou protéká řeka Ruetz.

## Historie
Elektrárna Ruetz v Schönbergu byla postavena v letech 1909 až 1912 a v letech 1920 až 1923 rozšířena. Využívá vodní energii řeky v údolí Stubaital s povodím o rozloze 283 km² na dolním toku řeky Ruetz s odběrem těsně pod Fulpmesem. Akvadukt, konkrétně gravitačním tunelem, vedl do Schönbergu, kde bylo využito 175 metrů užitného převýšení (spád) až k elektrárně u mostu Stephansbrücke. Původní konstrukce zahrnovala pohonnou soustavu se dvěma Peltonovými turbínami o výkonu 4000 HP a generátory o výkonu 3300 kVA. Elektrárna byla rozšířena o druhou vyrovnávací nádrž, druhé tlakové potrubí a třetí generátor s dalším výkonem 8 000 HP. Ve vyrovnávací nádrži je uloženo 2770 m³ (před rozšířením; projektováno pro čtyřhodinový provoz Mittenwaldské dráhy) a 7600 m³ (po rozšíření; odpovídá 2280 kWh) vody.
Vodní systémy elektrárny Ruetz byly vybudovány na stejné úrovni jako elektrárna Obere Sill města Innsbruck, takže byla možná vzájemná pomoc při odběru vody.
Elektrárna Ruetz původně zajišťoval napájení Mittenwaldbahn v Rakousku a Bavorsku. Po rozšíření v roce 1923 sloužila také pro elektrický provoz Arlberské dráhy. Výstavbou elektrárny Walchensee v roce 1924 ztratila elektrárna Ruetz svou funkci pro zásobování bavorského území elektrickou energií.
V roce 1983 byla stará elektrárna Ruetz nahrazena, výrobu trakční energie převzala nová výkonnější šachtová elektrárna Fulpmes, která byla postavena v letech 1977 až 1983. Hnací voda se shromažďuje pod Fulpmesem ve Stubaitalu. Instalovaný výkon je 15 MW, přičemž dvě Francisovy turbíny pracují se spádem 182 metrů.
Vyřazené zařízení elektrárny Ruetz v Schönbergu získala v roce 1984 tehdejší Stadwerken Innsbruck (nyní Innsbrucker Kommunalbetriebe). Elektrárna byla po rekonstrukci a revitalizaci uvedena do provozu v roce 1997 společností Innsbrucker Kommunalbetriebe (IKB) pro veřejné zásobování elektřinou (50 Hz).
Jedním z problémů ekologie je neregulovaný odběr vody pro elektrárny a tím snižování průtoků vody v řekách Ruetz a Sill. Tato situace nastává zejména v době, kdy klesá množství vody z tajících ledovců. Pokles vody tak omezoval průtoky vod v soutěskách Ruetz a Sill a tím omezoval i využití jedné z nejpopulárnějších kajakářských tras. Na tuto skutečnost upozornila občanská iniciativa WildWasser.

## Popis
Elektrárna byla postavena v historizujícím monumentálním slohu. Zděné omítané budovy mají obdélníkový půdorys. Uvnitř budov jsou nástěnné malby z roku 1941.
Hnací voda je odebírána z vodní nádrže Sill a přiváděna do vodní nádrže Ruetz spojovacím tunelem. Přes 360 m dlouhé tlakové potrubí se voda dostává do turbíny, která zpracovává 4,36 m³/s vody se spádem 175 m a výkonu generátoru 6 MW. Voda se pak buď vrací do koryta řek Sill a Ruetz, nebo se novým tunelem Matrei-Schönberg přivádí do mezistupně a do elektrárny Untere Sill.
Technická data:
- Výkon elektrárny: 6 MW
- Spád: 175 m
- Hltnost: 4,36 m³/s
- Řeka: Ruetz
- Povodí: 438 km²
- Využité povodí: 283  km²
- Turbína: 1 Peltonova turbína
- Roční výroba: 32 milionů kWh
- Počet domácností: 9 140
- Uvedena do provozu :1911
- Rekonstrukce: 1922, 1997

Jedno z prvních dvou strojních zařízení (turbína a generátor) z roku 1912 bylo v roce 1995 instalováno ve Technisches Museum Wien (TMW), kde si lze zařízení prohlédnout jak shora, tak ze suterénu budovy, přičemž lze vidět i dovnitř skříně turbíny.

## Galerie

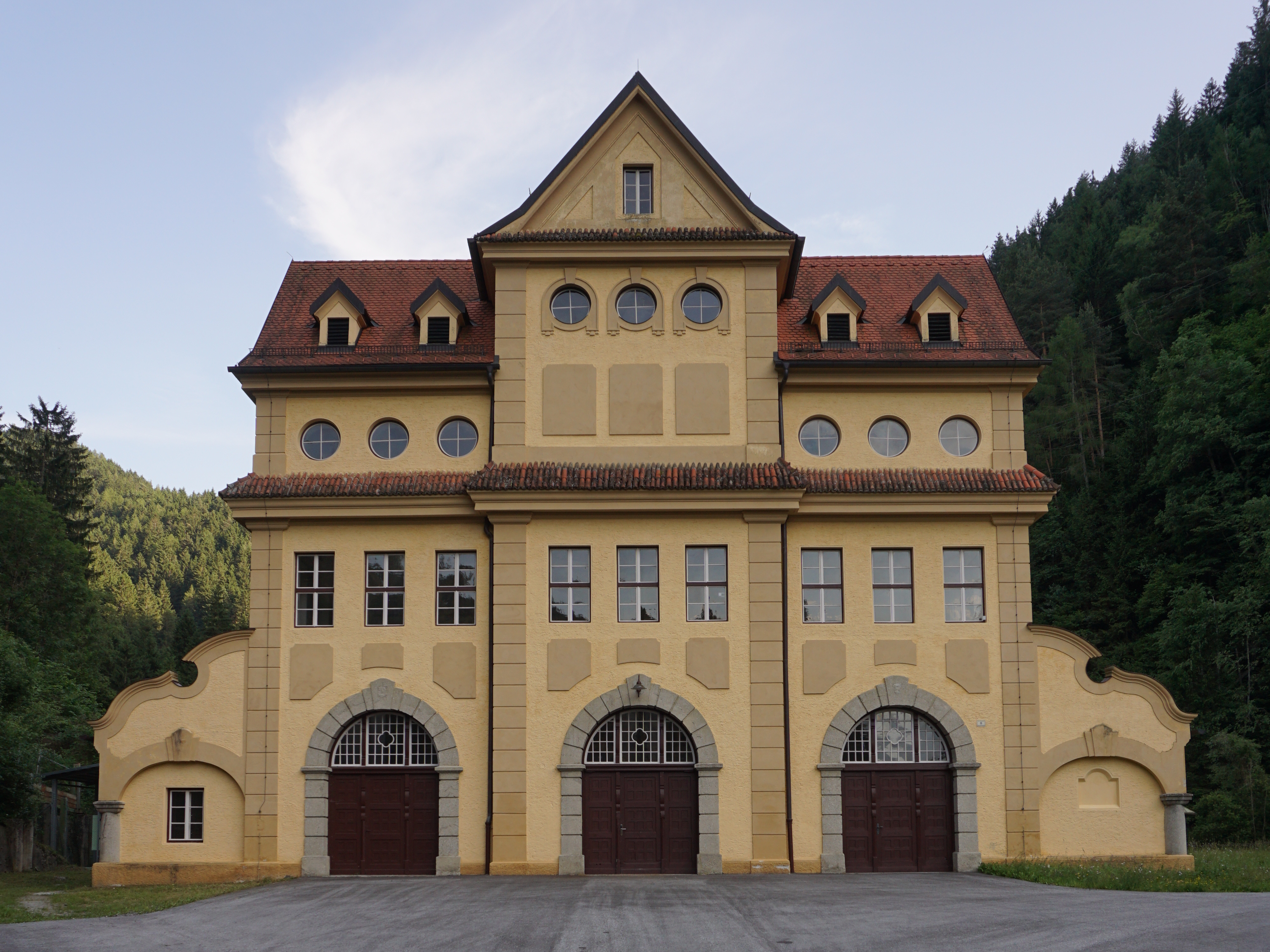
Elektrárna Ruetz
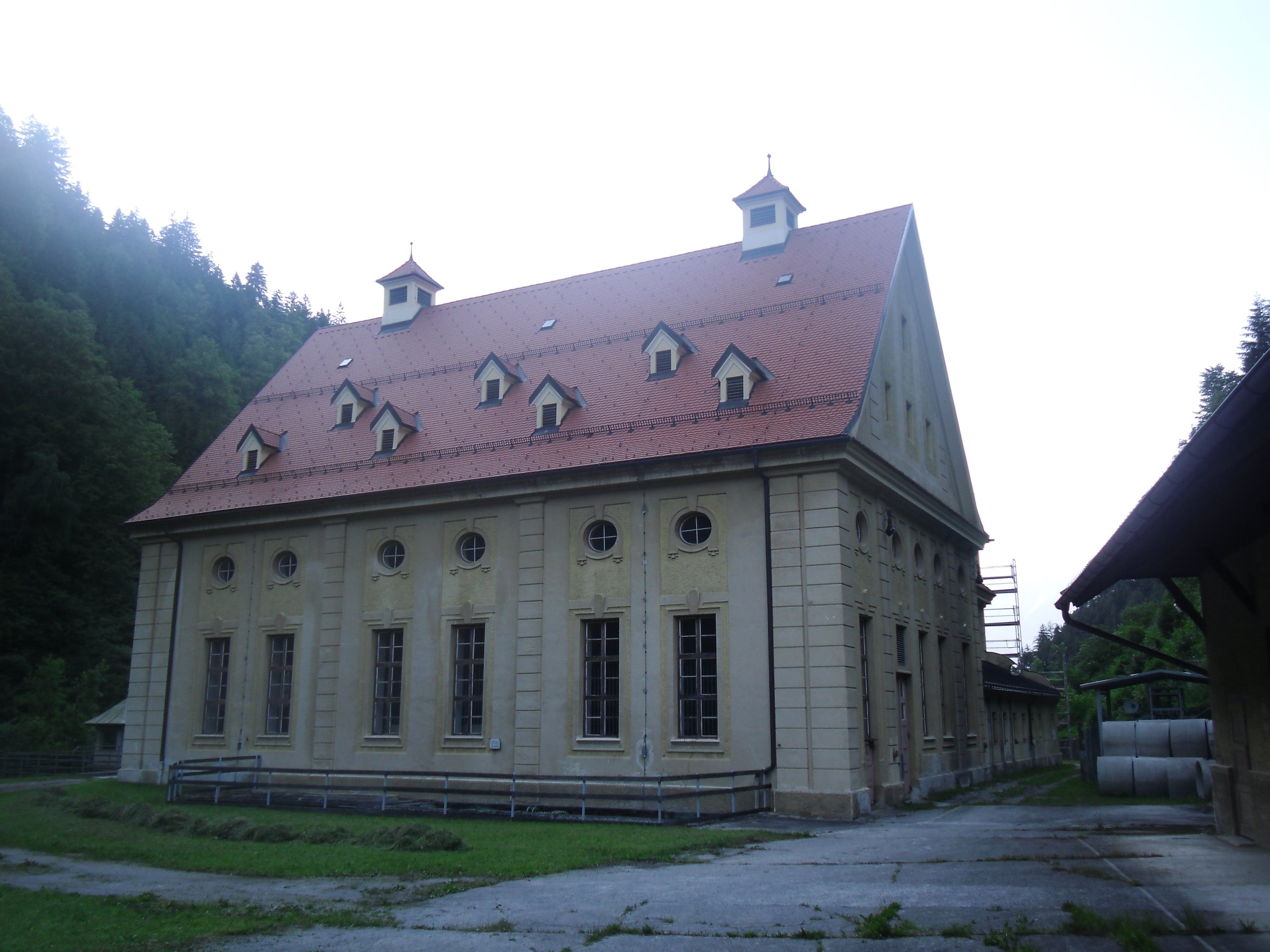
Strojovna
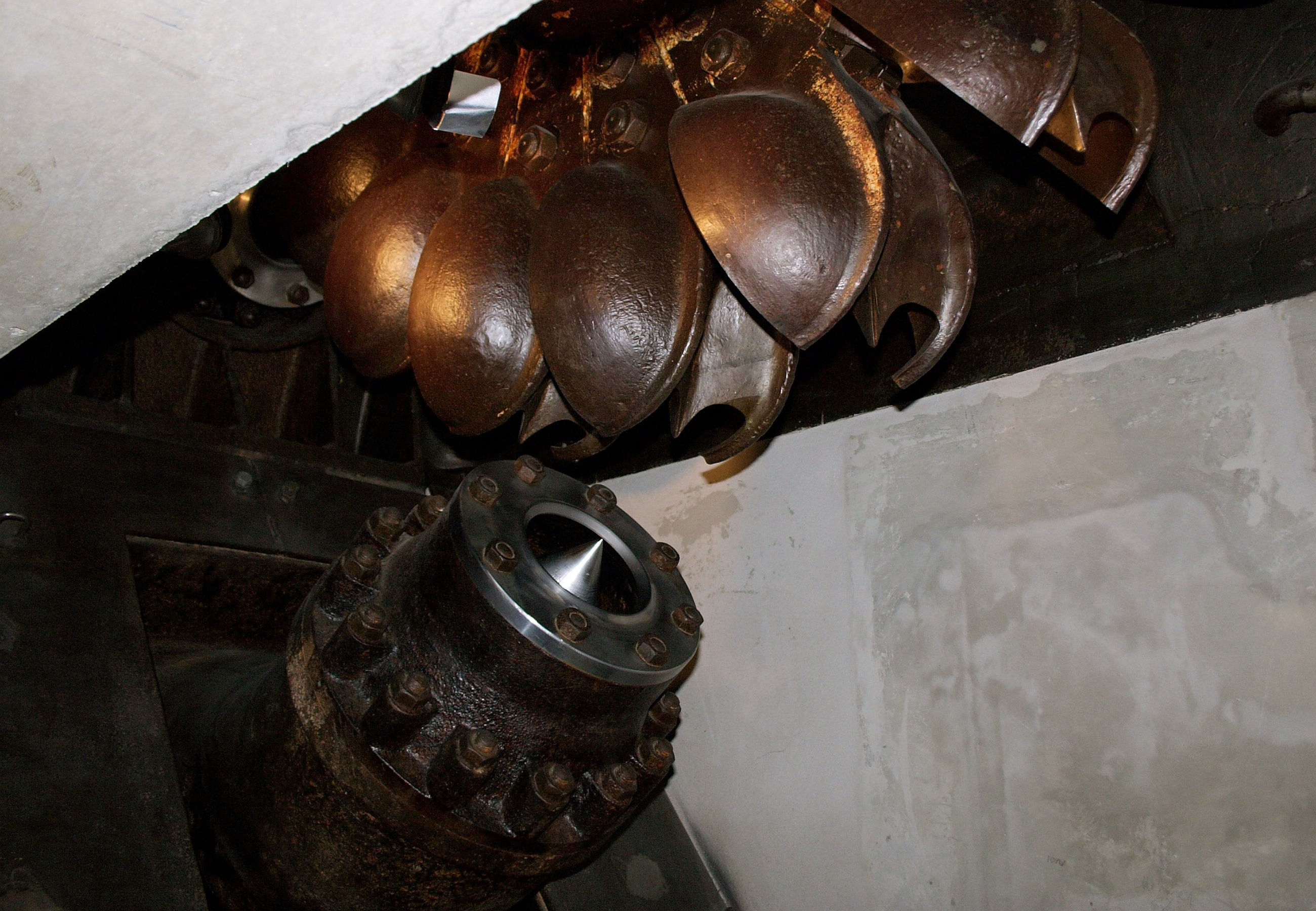
Injektor Peltonovy turbíny vTechnisches Museum Wien
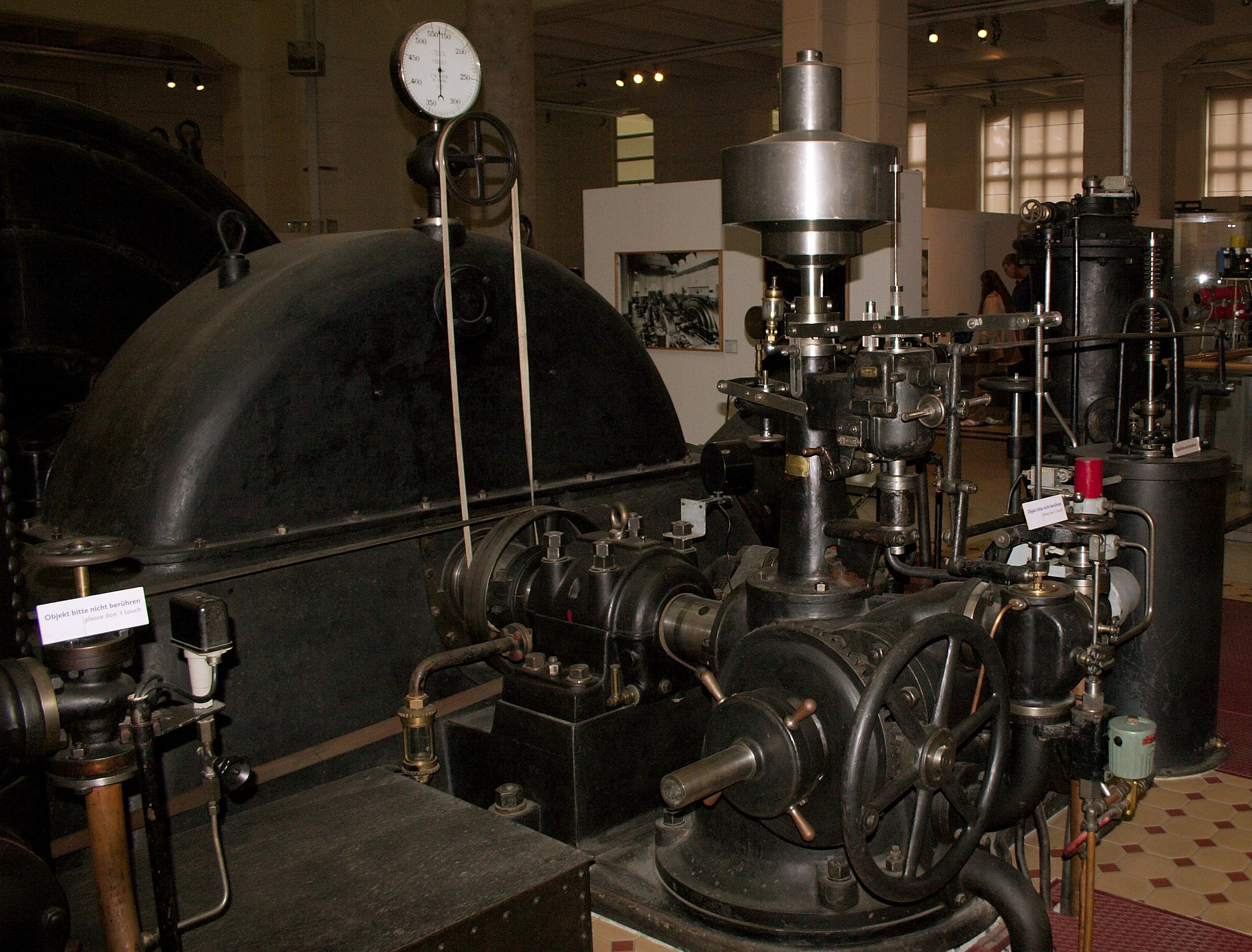
Elektrický generátor v Technisches Museum Wien